# Cesson
 Cesson  es una población y comuna francesa, en la región de Isla de Francia, departamento de Sena y Marne, en el distrito de Melun y cantón de Le Mée-sur-Seine.

## Demografía
| 1073 | 2283 | 4948 | 7522 | 7878 | 7699 |
| Para los censos de 1962 a 1999 la población legal corresponde a la población sin duplicidades (Fuente: INSEE [Consultar]) |      |      |      |      |      |